# Stephen Breyer
Stephen Gerald Breyer (San Francisco, California, 15 de agosto de 1938) es un jurista estadounidense que ha servido como Juez Asociado de la Corte Suprema de los Estados Unidos desde 1994 hasta 2022, siendo considerado un miembro del ala liberal de la Corte.

## Biografía
Breyer se graduó en 1962 de la Universidad de Harvard. Fue profesor de esa Universidad durante la década de los setenta hasta 1980, cuando fue nombrado Juez del Primer Circuito de Apelaciones en Boston. Tras el retiro del Juez Asociado Harry Blackmun en 1994, el presidente Bill Clinton nomina a Breyer para sustituirlo. El Senado confirmó su nombramiento en agosto de 1994.
El juez Breyer se caracterizó por mantener un acercamiento pragmático a los casos, interesado en mantener continuidad en la ley. Ha votado consistentemente a favor de los derechos al aborto y el derecho de los homosexuales. 
En 2023 recibe la medalla de honor que otorga la World Jurist Association.
| Predecesor: Harry Blackmun | Juez Asociado de la Corte Suprema de EE.UU 1994 - 2022 | Sucesor: Ketanji Brown Jackson |